# Indonesia Arena
Die Indonesia Arena ist eine Mehrzweckhalle in der indonesischen Hauptstadt Jakarta. Die Veranstaltungshalle ist Teil des Gelora Bung Karno Sports Complex mit dem Stadion Gelora Bung Karno im Mittelpunkt. 

## Geschichte
Im Dezember 2017 vergab die FIBA die Basketball-Weltmeisterschaft 2023 an die gemeinsame Bewerbung von Japan, Indonesien und den Philippinen. Zuvor hatten Argentinien und Uruguay vor der Entscheidung ihre gemeinsame Bewerbung zurückzogen. Für diese Titelkämpfe benötigte Indonesien eine geeignete Spielstätte mit mindestens 8000 Plätzen, nach den Anforderungen der FIBA. Die bestehende Halle Istora Gelora Bung Karno im Sportkomplex mit 7200 Plätzen war zu klein. In einem Treffen von Danny Kosasih, Vorsitzender des Persatuan Bola Basket Seluruh Indonesia (PERBASI, deutsch Indonesischer Basketballverband), mit Staatspräsident Joko Widodo versprach der Politiker den Bau einer geeigneten Halle. Kosasih bat um einen Bau mit 15.000 bis 20.000 Plätzen.
Im Juli 2022 gab der Minister für Jugend und Sport, Zainudin Amali, bei einer Inspektion der Baustelle bekannt, dass das Indoor Multifunction Stadium zukünftig den Namen Indonesia Arena tragen wird. Neben Sportveranstaltungen (wie Badminton, Boxen, Futsal, Eishockey, Handball, Mixed Martial Arts oder Volleyball) ist die Arena auch für Konzerte, Seminare, Kulturveranstaltungen o. ä. vorgesehen. Zwischen dem Ober- und dem Mittelrang sind die Logen platziert. Die Kunststoffsitze auf den  Rängen sind mosaikartig angeordnet. Der Unterrang besteht aus ein- und ausziehbaren Rängen (Teleskoptribünen), die je nach der Veranstaltung, konfiguriert werden können. Unter der Hallendecke ist ein Videowürfel und die Beschallungsanlage aufgehängt.
Vom 2. bis 5. August 2023 wurde als Testveranstaltung das Basketball-Vierer-Turnier Indonesia International Basketball Invitational mit den Nationalmannschaften aus Indonesien, den Vereinigten Arabischen Emiraten, Syrien sowie einer Mannschaft mit Namen Indonesia Patriots ausgetragen. Das Turnier eröffnete Indonesien gegen die Patriots und gewannen mit 82:56. Am 7. August 2023 eröffnete Staatspräsident Joko Widodo offiziell die Veranstaltungsarena.

## Spiele der Basketball-WM 2023 in Jakarta
Alle Zeiten sind in der mitteleuropäischen Sommerzeit angegeben.

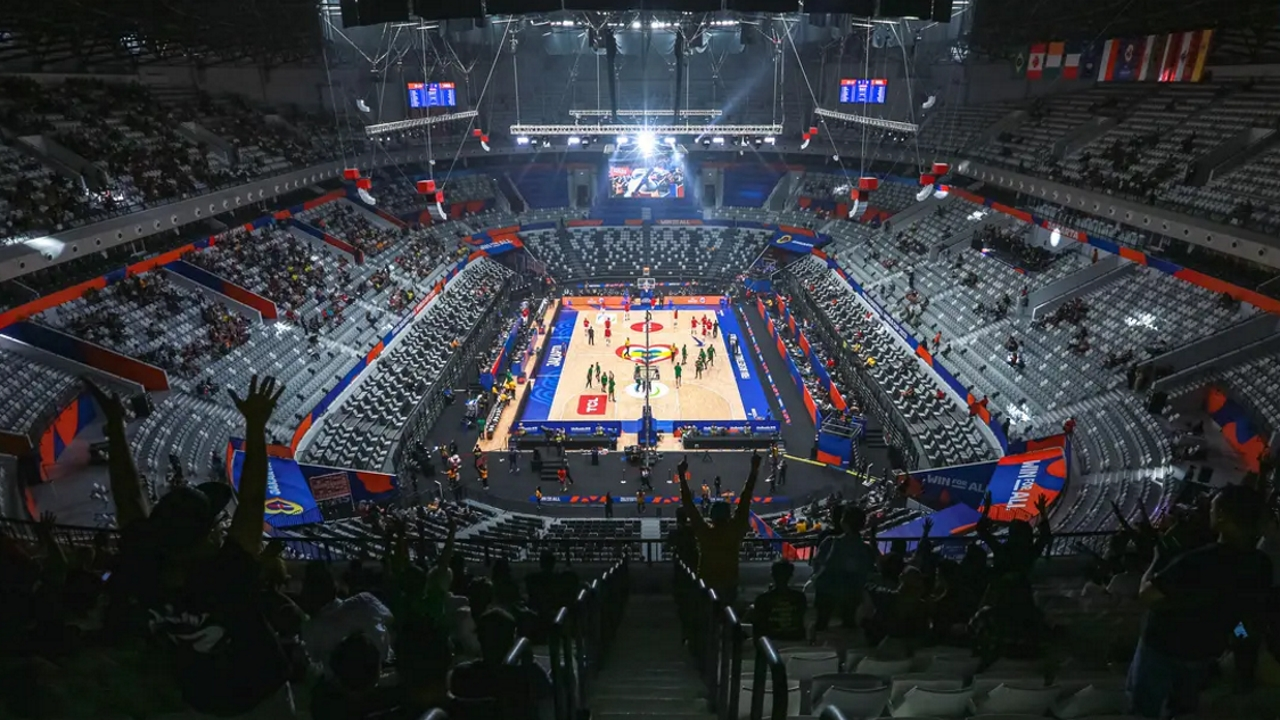
Spiel der Gruppe G der Basketball-WM 2023 am 26. August zwischen dem Iran und Brasilien (59:100)

### Erste Runde
- 25. Aug. 2023, 11:15 Uhr, Gruppe H:  Lettland –  Libanon 109:70
- 25. Aug. 2023, 15:30 Uhr, Gruppe H:  Kanada –  Frankreich 95:65
- 26. Aug. 2023, 11:45 Uhr, Gruppe G:  Iran –  Brasilien 59:100
- 26. Aug. 2023, 15:30 Uhr, Gruppe G:  Spanien –  Elfenbeinküste 94:64
- 27. Aug. 2023, 11:45 Uhr, Gruppe H:  Libanon –  Kanada 73:128
- 27. Aug. 2023, 15:30 Uhr, Gruppe H:  Frankreich –  Lettland 86:88
- 28. Aug. 2023, 11:45 Uhr, Gruppe G:  Elfenbeinküste –  Iran 71:69
- 28. Aug. 2023, 15:30 Uhr, Gruppe G:  Brasilien –  Spanien 78:96
- 29. Aug. 2023, 11:45 Uhr, Gruppe H:  Libanon –  Frankreich 79:85
- 29. Aug. 2023, 15:30 Uhr, Gruppe H:  Kanada –  Lettland 101:75
- 30. Aug. 2023, 11:45 Uhr, Gruppe G:  Elfenbeinküste –  Brasilien 77:89
- 30. Aug. 2023, 15:30 Uhr, Gruppe G:  Iran –  Spanien 65:85

### Zweite Runde
- 01. Sep. 2023, 11:45 Uhr, Gruppe L:  Spanien –  Lettland 69:74
- 01. Sep. 2023, 15:30 Uhr, Gruppe L:  Kanada –  Brasilien 65:69
- 03. Sep. 2023, 11:45 Uhr, Gruppe L:  Brasilien –  Lettland 84:104
- 03. Sep. 2023, 15:30 Uhr, Gruppe L:  Spanien –  Kanada 85:88

### Runde um die Plätze 17 bis 32
- 31. Aug. 2023, 11:45 Uhr, Gruppe P:  Elfenbeinküste –  Libanon 84:94
- 31. Aug. 2023, 15:30 Uhr, Gruppe P:  Frankreich –  Iran 82:55
- 02. Sep. 2023, 11:45 Uhr, Gruppe P:  Elfenbeinküste –  Frankreich 77:87
- 02. Sep. 2023, 15:30 Uhr, Gruppe P:  Iran –  Libanon 73:81